# Tour du Palais de Justice

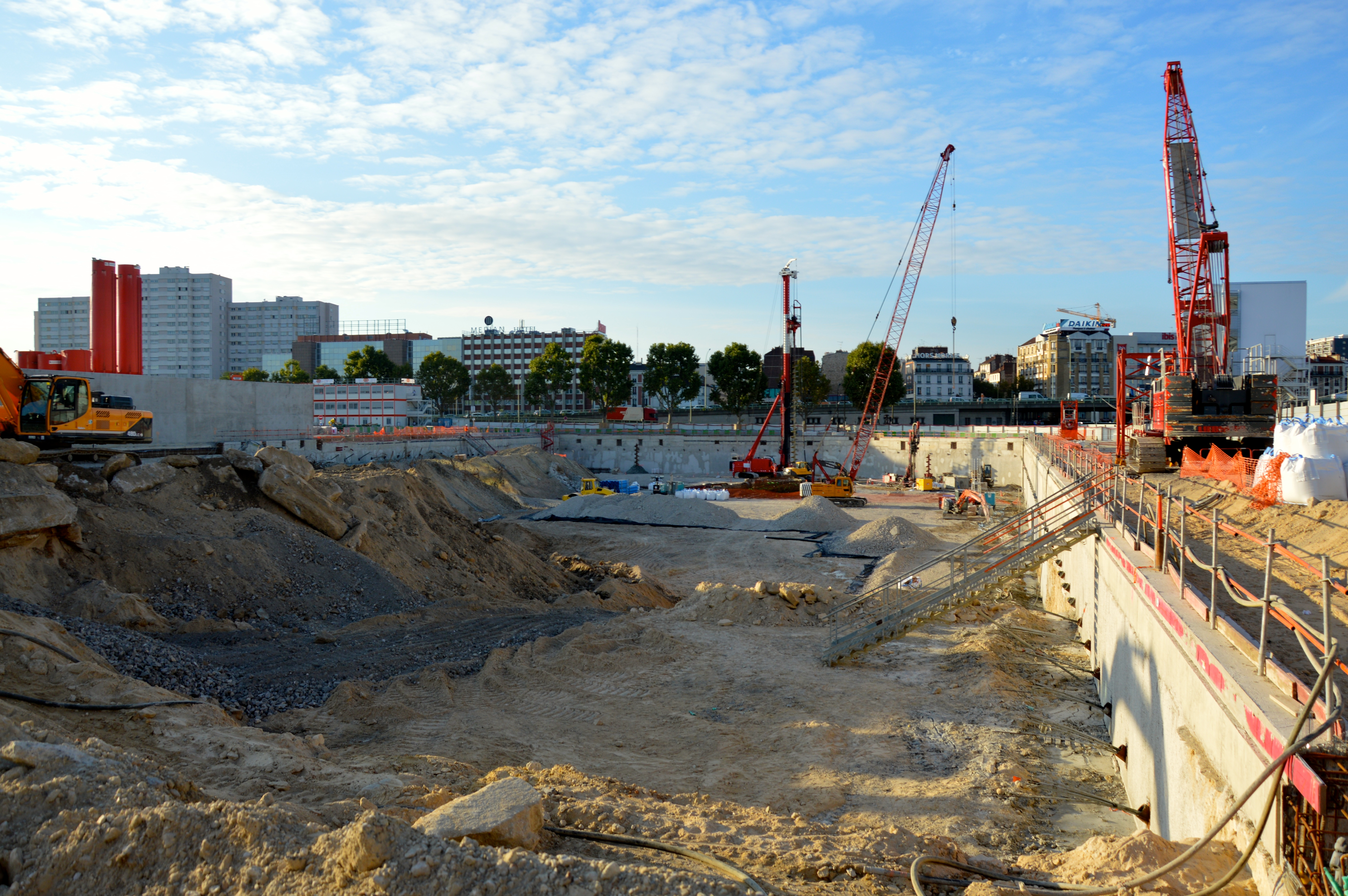
Základy budovy (říjen 2014)

Tour du Palais de Justice (česky Věž Justičního paláce) je mrakodrap v Paříži na severozápadním okraji města v 17. obvodu. Je určen jako nové sídlo Vrchního soudu v Paříži a Ředitelství kriminální policie, které oba sídlí v centru města na ostrově Cité v komplexu Justičního paláce. Se 160 metry výšky jde po Tour Montparnasse o druhou nejvyšší budovu na území Paříže (tedy mimo La Défense). Autorem projektu je italský architekt Renzo Piano, v Paříží známý jako spoluautor Centre Georges Pompidou.

## Historie stavby
Původní projekt počítal s výstavbou 115 m vysoké budovy v roce 2008 nebo 2009 ve 13. obvodu v nové čtvrti Paris Rive Gauche. Zatímco město chtělo umístit stavbu na jihovýchodním okraji Paříže mezi maršálské bulváry a městský okruh, stát prosazoval novou budovu na místě bývalé železniční tržnice Halle Freyssinet naproti Francouzské národní knihovně ve 13. obvodu. Na projekt bylo již vypsáno výběrové řízení.
Stavba mrakodrapu byla nakonec prosazena ve čtvrti Batignolles v 17. obvodu na pozemku, který ohraničují Boulevard Douaumont (paralelně s městským okruhem), Avenue de Clichy, Boulevard Berthier a železniční trať do Saint-Lazare.
Výška budovy původně neměla přesáhnout 130 m (aby se zabránilo rušení mikrovlnné komunikace používané armádou), nakonec je ale vyšší, když dosahuje 160 m. Projekt zahrnuje celkem 80 000 m2 kanceláří a soudních síní, s rozpočtem přesahujícím 800 miliónů €. Původní plán počítal s dokončením v roce 2015.

## Stavba budovy
Stavbu slavnostně zahájila ministryně spravedlnosti 6. května 2015, dokončena byla v roce 2018. Budova má 38 podlaží a je vysoká 160 m; stala se po Tour Montparnasse druhou nejvyšší budovou Paříže. Budova byla otevřena 16. dubna 2018, kdy se v ní konala dvě první soudní jednání.